# ГАЕС Маркерсбах
ГАЕС Маркерсбах — гідроакумулююча електростанція на сході Німеччини у федеральній землі Саксонія. Станом на середину 2010-х років друга за потужністю ГАЕС країни.
Станцію спорудили менш ніж у десяти кілометрах від кордону з Чехією, на річці на річці Велика Міттвейда, що стікає із Рудних гір (басейн Ельби). Будівництво ГАЕС розпочали у 1970 році та завершили у 1981-му. Як нижній резервуар використовується водосховище об'ємом 7,7 млн м3, створене на тільки що згаданій річці кам'яно-накидною греблею із асфальтобетонною діафрагмою висотою 54 метри. Верхній резервуар штучно споруджений на горі Hundsmarder, яка обмежує долину річки із заходу. Його об'єм 6,5 млн м3, що при напорі у 288 метрів еквівалентно виробництву 4 млн кВт-год електроенергії.
Від верхнього резервуару до машинного залу ведуть два водоводи довжиною майже 1 км та діаметром 6,2 метри. Сам зал споруджений у підземному виконанні на глибині 120 метрів та має висоту 44 метри. Він обладнаний шістьма оборотними турбінами типу Френсіс потужністю по 175 МВт у турбінному та 190 МВт у насосному режимах. Із нижнім резервуаром машинний зал зв'язують два тунелі довжиною понад 300 метрів та діаметром 8,7 метри.
Роботу станції забезпечує ЛЕП, що працює під напругою 380 кВ.
Ефективність гідроакумулюючого циклу станції складає 73 %.